# 第51回全国高等学校ラグビーフットボール大会
第51回全国高等学校ラグビーフットボール大会（だい51かいぜんこくこうとうがっこうラグビーフットボールたいかい）は、1972年1月1日から9日まで近鉄花園ラグビー場にて行われた、全国高校ラグビー選手権である。優勝は奈良県の天理高校（4回目）

## 出場校
- 北北海道 遠軽 （2年ぶり4回目）
- 南北海道 函館工 （7年ぶり2回目）
- 北東北 秋田（秋田県） （2年連続4回目）
- 中東北 黒沢尻工（岩手県） （2年ぶり6回目）
- 南東北 宮城水産（宮城県） （2年連続3回目）
- 東関東 磯原（茨城県） （2年ぶり3回目）
- 北関東 朝霞（埼玉県） （2年連続3回目）
- 南関東 日川（山梨県） （4年連続5回目）
- 東京第一 目黒 （5年連続5回目）
- 東京第二 国学院久我山 （3年連続3回目）
- 神奈川 慶應 （2年ぶり28回目）
- 北越 新潟工（新潟県） （6年連続6回目）
- 北陸 若狭農林（福井県） （初出場）
- 信静 清水南（静岡県） （初出場）
- 愛知 旭丘 （初出場）
- 三岐 岐阜工（岐阜県） （2年連続9回目）

- 京滋 花園（京都府） （4年連続7回目）
- 大阪第一 天王寺 （4年ぶり19回目）
- 大阪第二 浪商 （3年連続3回目）
- 兵庫 報徳学園 （2年ぶり6回目）
- 紀和 天理（奈良県） （17年連続29回目）
- 東中国 広島工（広島県） （4年連続5回目）
- 西中国 萩工（山口県） （2年連続2回目）
- 北四国 松山商（愛媛県） （7年ぶり4回目）
- 南四国 貞光工（徳島県） （2年連続8回目）
- 福岡第一 福岡 （2年ぶり30回目）
- 福岡第二 福岡工 （2年ぶり12回目）
- 中九州 佐賀工（佐賀県） （2年連続2回目）
- 長崎 諫早農 （2年ぶり5回目）
- 東九州 大分上野丘（大分県） （8年ぶり6回目）
- 南九州 大口（鹿児島県） （3年連続6回目）
- 前年度優勝校:盛岡工（岩手県） （2年連続18回目）

## 試合時間
全試合25分ハーフ。同点で終了した場合は抽選にて次回進出校を決める。

## 試合

### 1回戦
- 諫早農 19 - 0 旭丘
- 天理 15 - 8 黒沢尻工
- 盛岡工 21 - 6 報徳学園
- 新潟工 22 - 4 若狭農林
- 宮城水産 22 - 0 萩工
- 国学院久我山 16 - 9 福岡工
- 朝霞 25 - 12 大口
- 日川 34 - 16 松山商

- 磯原 14 - 8 浪商
- 遠軽 6 - 3 貞光工
- 秋田 18 - 10 花園
- 目黒 59 - 0 広島工
- 慶応 16 - 16 大分上野丘
- 福岡 25 - 0 清水南
- 佐賀工 18 - 10 函館工
- 天王寺 26 - 4 岐阜工

### 2回戦
- 天理 35 - 4 諫早農
- 新潟工 14 - 12 盛岡工
- 国学院久我山 8 - 4 宮城水産
- 日川 12 - 3 朝霞

- 磯原 22 - 0 遠軽
- 目黒 13 - 13 秋田
- 福岡 27 - 3 慶応
- 佐賀工 14 - 10 天王寺

### 準々決勝
- 天理 22 - 10 新潟工
- 日川 18 - 16 国学院久我山

- 目黒 34 - 0 磯原
- 福岡 12 - 0 佐賀工

### 準決勝
- 天理 23 - 7 日川
- 目黒 32 - 10 福岡

### 決勝
- 天理（5年ぶり4回目） 17 - 13 目黒